# CSS Diana (1862)

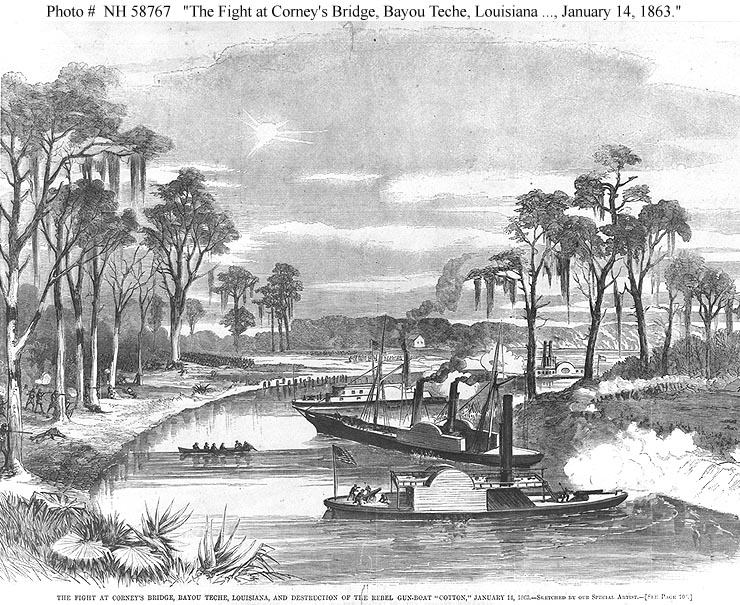
El USS Diana, el Calhoun, el Estrella y el Kinsman atacan el buque confederado CSS J. A. Cotton en Corney's Bridge.

Se informó que el Diana era un barco de vapor que escapó del paso de Farragut de Fort St. Philip y Fort Jackson, el 24 de abril de 1862, hacia la ciudad de Nueva Orleans. Fue tomada en posesión por el USS Cayuga el 27.
Diana fue evaluada para el servicio de la Unión en Nueva Orleans el 5 de mayo de 1862 y se convirtió en un transporte en aguas interiores. Finalmente asignado para ayudar a los barcos federales en Berwick Bay, Luisiana, fue enviado a Grand Lake el 28 de marzo de 1863 para realizar un reconocimiento por el Atchafalaya hasta la desembocadura del Bayou Teche. Cuando pasó la desembocadura de Bayou Teche, cerca de Pattersonville, Luisiana, las baterías costeras confederadas le cortaron las cuerdas del timón, inutilizaron su motor y la llevaron a la deriva a tierra donde se rindió. Su comandante de la Unión, el maestro interino T. L. Peterson, junto con otros cinco hombres murieron y tres resultaron heridos en esta valiente acción de 2 horas.
La Diana fue llevada al servicio del ejército confederado en Bayou Teche en apoyo de las tropas en Camp Bisland, Luisiana. El 11 de abril de 1863 bajo el mando del teniente Nettles de Valverde Battery, CSA, mostró una gran habilidad como cañonera al hacer retroceder a las tropas de la Unión en Bayou Teche desde Campamento Bisland. Nettles, gravemente enfermo, fue relevado el 13 de abril de 1863 por el valiente Capitán Semmes de la Artillería cuando miles de tropas de la Unión se trasladaron con el apoyo de cañoneras federales para una feroz acción en Bayou Teche y Camp Bisland que duró hasta la puesta del sol. Se concentró en el centro de la línea Union que avanzaba con una batería de cañones Parrott hasta que un proyectil de 30 libras penetró su revestimiento frontal y explotó en la sala de máquinas para matar al primer ingeniero y al asistente y dañó su motor. Saliendo del alcance de los cañones de la Unión, completó las reparaciones cerca de la medianoche y se le ordenó a la mañana siguiente que se trasladara a Franklin, Luisiana, para apoyar el flanco derecho de las tropas confederadas al barrer los campos y bosques que antes estaban en manos de las fuerzas de la Unión. Cuando las fuerzas confederadas, muy superadas en número, comenzaron a retirarse de Franklin, ella mantuvo su posición cerca de un puente que ya estaba en llamas hasta que el general Mouton y su personal siguieron a sus tropas hasta un lugar seguro. Semmes y su valiente tripulación luego abandonaron y quemaron al Diana para evitar que las fuerzas de la Unión la capturaran.
Este artículo incluye texto tomado o traducido del Dictionary of American Naval Fighting Ships (DANFS), una obra del Comando de Historia y Patrimonio Naval (Naval History and Heritage Command) de la Armada de los Estados Unidos, que por ser parte del gobierno federal de los Estados Unidos está en el dominio público. Las referencias se pueden encontrar aquí y aquí.
- Datos: Q115691245